# Sergiu Grünberg
Sergiu Grünberg (n. 27 iulie 1947, București, România) este un șahist român evreu, campion de șah al României, maestru internațional, tatăl lui Mihai Grünberg, fost campion de șah al României, soțul șahistei Emilia Grünberg, președintele Clubului Sportiv AEM Luxten Timisoara.